# NGC 6161
NGC 6161 је спирална галаксија у сазвежђу Херкул која се налази на NGC листи објеката дубоког неба.
Деклинација објекта је + 32° 48' 37" а ректасцензија 16h 28m 20,6s. Привидна величина (магнитуда) објекта NGC 6161 износи 14,9 а фотографска магнитуда 15,6. NGC 6161 је још познат и под ознакама MCG 6-36-46, CGCG 168-13, HCG 82C, KUG 1626+329B, IRAS 16264+3255, PGC 58235.